# John Talbut
John Talbut, né le 20 octobre 1940 et mort le 14 août 2020, est un footballeur anglais devenu entraîneur. 
Son fils Mark Talbut (nl) est également footballeur professionnel.

## Biographie
Talbut commence sa carrière de joueur de football au Burnley FC, son club formateur. Titulaire régulier (il joue près de 150 matchs avec Burnley), il est sélectionné à plusieurs reprises en équipe d'Angleterre des moins de 23 ans. 
En décembre 1966, il est recruté par West Bromwich Albion, où il prend la suite de Stan Jones (en). Il remporte la Coupe d'Angleterre (FA Cup) en 1968 et dispute la finale de la Coupe de la ligue en 1970. Le recrutement de John Wile (en) à la fin de 1970 lui fait perdre sa place de titulaire. 
En janvier 1971, il quitte Albion et part en Belgique. Il signe au KV Malines, où il est joueur et/ou entraineur-joueur pendant plusieurs saisons (de 1971 à 1974 selon certaines sources,, en 1977-1978 selon d'autres).
Après sa retraite sportive, il reste en Belgique et se reconvertit dans la restauration.